# PP-90M1
El PP-90M1 (ruso: ПП-90М1) es un subfusil ruso calibre 9 mm desarrollado por el KBP Instrument Design Bureau en 1990. Tiene un cargador tubular de 64 balas o un cargador recto de 32 balas y aunque es un producto del mismo fabricante, no tiene relación con el subfusil PP-90M.
A pesar de la similitud de su denominación con la del subfusil PP-90, el PP-90M1 es un diseño original y su intención es competir con el PP-19 "Bizon". El PP-90M1 está diseñado para funcionarios de los brazos policiales, militares y fuerzas especiales de la Policía y Ejército rusos.

## Descripción
El PP-90M1 está diseñado según el esquema de montaje clásico. Su característica especial es su brocal del cargador, lo que permite el uso tanto del cargador recto de 32 balas, y un cargador tubular de 64 balas. Los mecanismos se activan mediante retroceso directo del cerrojo. Tiene un selector de fuego y puede disparar en modo semiautomático y automático.
El cajón de mecanismos, pistolete y gatillo están hechos con plásticos de alta resistencia. El diseño del PP-90M1 usa muchas piezas de chapa de acero estampada. Para aumentar la estabilidad al disparar, se proporciona una culata plegable cómoda para el hombro.

## Munición
El PP-90M1 puede ser utilizado para disparar el cartucho ruso de gran potencia 9 x 19 PBP (7N21 y 7N31) con balas antiblindaje y los cartuchos 9 x 19 Parabellum. El cartucho 7N31 penetra una lámina de acero con un espesor de 1 cm a una distancia de 10 m.

## Usuarios
- Rusia
- Kazajistán: Es empleado por la Policía.[1]